# Wadim Borissowitsch Sudakow

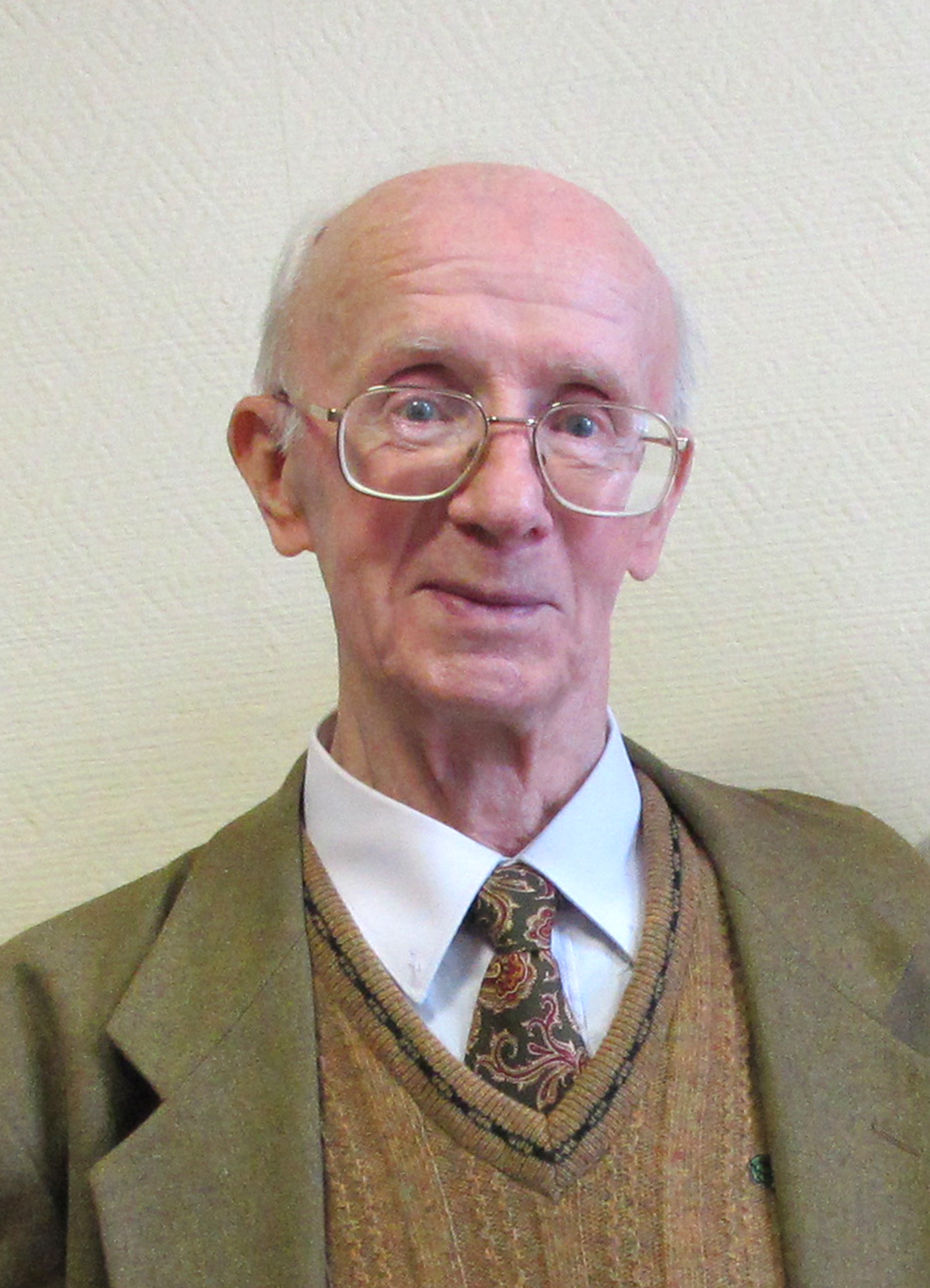
Wadim Borissowitsch Sudakow (2014)

Wadim Borissowitsch Sudakow (russisch Вадим Борисович Судаков; * 14. April 1930 in Leningrad; † 2017) war ein sowjetischer bzw. russischer Wasserbauingenieur und Werkstoffwissenschaftler.

## Leben
Sudakow stammte aus einer Adelsfamilie. Sein Großvater Wladimir Wladimirowitsch Sudakow besaß ein Fotoatelier in St. Petersburg.
Nach dem Abschluss des Studiums am Leningrader Polytechnischen Institut 1954 wurde Sudakow an das Allrussische Wedenejew-Forschungsinstitut für Wasserbau (WNIIG) berufen, wo er Untersuchungen der Betone für verschiedene Wasserbau-Anlagen durchführte. Er untersuchte die Gesetzmäßigkeiten der Bildung, die zeitlichen Strukturänderungen und die grundlegenden Eigenschaften der Betone für Anwendungen im Wasserbau in Abhängigkeit von der Zementart, den Zusatzstoffen und den Härtungsbedingungen. Erstmals wurde festgestellt, dass sich Festigkeit, Wasserundurchlässigkeit und Frostbeständigkeit während des Härtungsvorgangs in stark unterschiedlichem Maße verändern. Es wurden entsprechende Regeln für die Projektierung und den Bau von Betondämmen entwickelt und in Normungen aufgenommen.
Ab 1964 leitete Sudakow das Zentrale Baulaboratorium der Bauverwaltung Naryngidroenergostroi, sodass er beim Bau der Toktogul-Talsperre des Naryns direkt an der Entwicklung der Toktogul-Methode des schichtweisen Betonierens beteiligt war. Das Betonieren in 0,3–1 m dicken Schichten mit Oberflächenkühlung ermöglichte erheblich geringere Bauzeiten und Kosten beim Bau von Betondämmen. Die Methode wurde beim Bau der Taschkömür-Talsperre (1985), der Bureja-Talsperre (2011) und weiteren Talsperren weltweit angewendet. Aufgrund ihrer hohen Stabilität überstanden die Toktogul-Talsperre, die Kurpsai-Talsperre und die Achurjan-Talsperre Erdbeben ohne irgendwelche Schäden, während die benachbarten Siedlungen Suussamyr und Spitak praktisch vollständig zerstört wurden.
Zusatzstoffe zur Homogenisierung des Betons und Verhinderung der Entmischung während längerer Transporte über Entfernungen von bis zu 50 km setzte Sudakow erstmals 1965 ein. Eine Kaskadenmethode für den Massentransport wurde für den Bau großer Wasserbau-Anlagen organisiert und insbesondere beim Bau der Kurpsai-Talsperre angewendet, so dass dort der Bau mit Belieferung aus dem Toktogul-Beton-Werk innerhalb von 5 Jahren abgeschlossen werden konnte. In entsprechender Weise erfolgte der Bau der Sajano-Schuschensker Talsperre und der Maina-Talsperre mit Lieferwegen von 20 km und der Bau der Rigaer Talsperre und der Wiederaufbau der Keggum-Talsperre mit Lieferwegen von 30 km.
Sudakow kehrte 1974 ins WNIIG zurück und leitete dort das Laboratorium für Betontechnologie. Er entwickelte Betone, die bis zu 1000 Frost-Tau-Wechsel jährlich aushielten. Er verteidigte 1996 seine Dissertation über die theoretischen und experimentellen Grundlagen und die Erfahrungen der zweckmäßigen Verwendung des Betons in Gewichtsstaumauern mit Erfolg für die Promotion zum Doktor der technischen Wissenschaften. Er war Berater beim Bau und Betrieb der Wasserkraftwerke Pleikrong und Sơn La in Vietnam, Koussar und Dschigin im Iran, Koteshvar im Distrikt Tehri Garhwal in Indien u. a. Er war seit 1971 Mitglied des Büros des Nationalen Sowjetischen/Russischen Komitees der Internationalen Kommission für große Talsperren.
Sudakow war dreimal verheiratet und hatte drei Kinder.